# أيدا وارد
أيدا وارد (بالإنجليزية: Aida Ward)‏ هي عازفة الجاز أمريكية، ولدت في 11 فبراير 1903 في واشنطن العاصمة في الولايات المتحدة، وتوفيت في 23 يونيو 1984.

## وصلات خارجية
- أيدا وارد على موقع ميوزك برينز (الإنجليزية)